# ウィリアム・カルヴィン・チェイス
ウィリアム・カルヴィン・チェイス（William Calvin Chase、1854年2月2日 - 1921年1月3日）は、アメリカ合衆国のアフリカ系アメリカ人の弁護士、新聞編集長。ワシントンD.C.生まれで、ハワード大学に学んだ。法曹資格を得ていたほか、1882年から死去するまで、週刊新聞『ワシントン・ビー (Washington Bee)』の編集長であった。

## 生い立ちと教育
チェイスは、自由身分であったアフリカ系アメリカ人の両親の下、1854年2月2日にワシントンD.C.で生まれた。きょうだいは5人いた。メリーランド州出身だった父ウィリアム・H・チェイス (William H. Chase) は、熟練した鍛冶屋だったが、1863年に自身の仕事場で射殺された。父が殺される前、チェイスは、ジョン・F・クック (John F. Cook) の私立学校で学んでいた。父の死後、幼いチェイスはバージニア州生まれの母ルシンダ・シートン (Lucinda Seaton) に育てられた。学校を辞めさせられたチェイスは、新聞売りの仕事を始め、ワシントンの様々な新聞社に知られた存在になっていった。11歳で、マサチューセッツ州マスーアンのホリー&ブラザー (Holley & Brother) で帽子を売る仕事に就き、そこで再び学校教育を受ける機会を得た。その後、程なくしてワシントンに戻り、新聞売りとしての仕事を始めた。公立学校を辞めた後は、ハワード大学モデル・スクール (the Howard University Model School) 「B」クラスに入り、次いでハワード大学に進学した。エイブラハム・リンカーンが大統領だった時期に少年であったチェイスは、生涯を通しての共和党員であった。チェイスは、1886年1月28日にアラベラ・マッケイブ (Arabella McCabe) と結婚し、ふたりの間には息子ウィリアム・カルヴィン・ジュニア (William Calvin, Jr.) と、娘ベアトリス (Beatriz) が生まれ、後には子どもたちも『ワシントン・ビー』で働くようになった。

## 公的活動の経歴
ハワード大学の学生だった当時のチェイスは、合衆国政府印刷局で事務職員としても働いていた。この職では2年間働いたが、黒人であったため昇進の機会は与えられなかった。彼は退職し、合衆国政府印刷局長だったアルモン・M・クラップを相手に訴訟を起こした。1875年、チェイスは『Boston Observer』紙のワシントン通信員となったが、同紙は1879年に廃刊した。次いでチェイスは、『Washington Plain Dealer』紙に勤めた。チェイスは、政治絡みの職に就くことを望んでいた。当時、連邦保安官だったフレデリック・ダグラスは、当初はチェイスを自分の部局で働かせようと考えていた。しかし、クラップがダグラスに連絡を入れ、チェイスの任命を思いとどまらせた。その後、チェイスは、ダグラスを攻撃する文章を公表するようになったが、両者は後に和解し、親友となった。次いでチェイスは、チャールズ・N・オテイ (Charles N. Otey) が編集にあたっていた『Argus』紙の記者となった。オテイが引退した際、チェイスは編集長とされ、 G・W・グラハム (G. W. Graham) が経営責任者となった。グラハムは紙名を『Free Lance』と改めたが、同紙は、それまでチェイスが批判の矛先を向けていた集団に売却されることとなり、社から追われた。そして、1882年に至り、チェイスは『ワシントン・ビー (Washington Bee)』紙に移った。同紙が創刊して間もない初年のうちに、チェイスは編集者となり、以降1921年に死去するまで、その座にとどまった。その後もチェイスは公職への任命を求めて運動した。1881年、ダグラスがワシントンD.C.の捺印証書登録官となると、『ワシントン・ビー』に入ったばかりであったチェイスは、遂にダグラスに任命されて、その配下の事務職員となった。チェイスはG・W・ウィリアムズの著書『History of the Negro Race』を批判する文章を書き、また、ロバート・パーヴィスへの批判も展開したが、これらは議論を呼ぶものとなった。
『ワシントン・ビー』紙の編集に加わって間もなく、1883年から1884年にかけて、ハワード大学法科大学院の授業に出るようになった。編集業務のため、チェイスは法学の学位を得るところまではいかなかったが、その後も密かに法学の勉強を続けた。1889年、彼はバージニア州とワシントンD.C.で法曹資格を得て、ワシントンD.C.で弁護士としての仕事を始めた。弁護士で、新聞編集者という立場は、チェイスをワシントンにおける共和党の指導者のひとりに押し上げ、彼は1900年共和党全国大会と1912年共和党全国大会にワシントンD.C.代表として派遣された。

### 編集者として

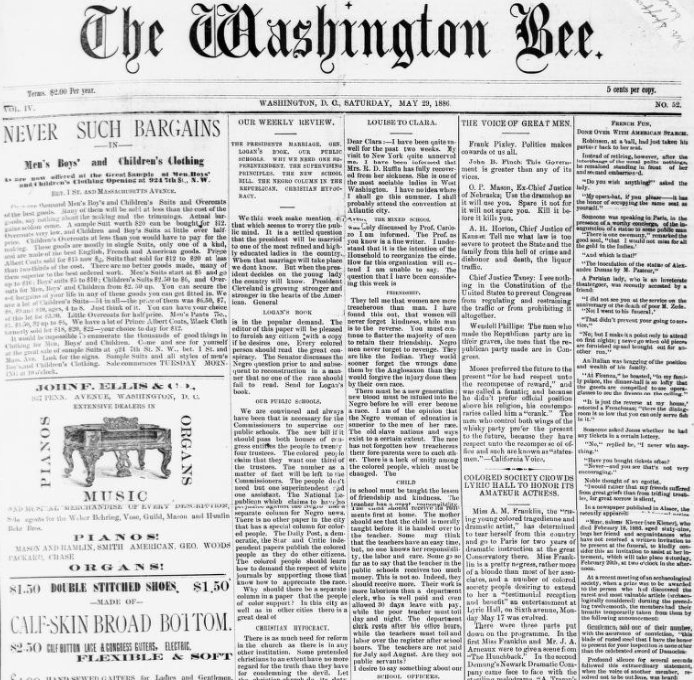
1886年5月29日付の『ワシントン・ビー』紙。

1882年から1921年まで続いた、『ワシントン・ビー』紙におけるチェイスの編集指揮は、「非常に優れたものであり ... 遂には『ビー』紙を、この国で最も影響力の大きいアフリカ系アメリカ人のための新聞に仕立て上げた」とされる。しかし、その時期は、合衆国におけるアフリカ系アメリカ人の歴史にとって暗黒の時代と重なっていた。南北戦争後、リディーマーたちは数多くの州で政治の実権を握った。南北戦争中からレコンストラクションの時期に獲得されていた、人種の分断を不十分ながら緩和しようとするディセグリゲーションの諸施策の撤回を目的としたリディーマーたちは、ジム・クロウ法的な政策と、私刑（リンチ）への公然たる支持を主張した。『ビー』紙はこうした流れに真っ向から対抗しようと、比較的教育水準の高いワシントンD.C.のアフリカ系アメリカ人たちのコミュニティにその支持基盤を求めた。何年にもわたって、チェイスの論説はリンチに反対し、同じアフリカ系アメリカ人の指導者であったブッカー・T・ワシントンがとったアトランタ協定の立場にも反対した。
それまでリチャード・W・トンプソンが編集にあたっていた『Colored American』が1906年に廃刊となると、同紙を支援していたブッカー・T・ワシントンは、その支援を『ビー』紙に転じた。チェイスはかつて、ワシントンに反対する言論を展開していたが、資金を必要としていたこともあり、ワシントンの政治目標の多くを支持した。例えば、ワシントンは、セオドア・ルーズベルトやウィリアム・タフトへ自身の影響力を行使して、ラファイエット・M・ハーショウとフリーマン・H・M・マレーを公職から追い落とそうとしていたし、また1905年と1906年にW・E・B・デュボイスが主導したナイアガラ運動の会合にスパイを送っていた。トンプソンとチェイスは、こうした問題に関するワシントンの動きを踏まえて、なおワシントンを支持することを快く思っていなかったが、ワシントンからさらに資金を引き出すことと引き換えに彼への支持を続けていた。

### R・W・トンプソンとの争い
チェイスはR・W・トンプソンのことを常に好んでいたわけではない。1909年に、トンプソンはナショナル・ニグロ・プレス・アソシエーション (the National Negro Press Association) を組織した。1910年、チェイスはこの組織を攻撃して「フェイク/偽物」だと呼び、『ビー』紙の中でトンプソンのことを「新聞のない編集者 (an editor without a paper)」と記したが、これに対してトンプソンは『インディアナポリス・フリーマン (Indianapolis Freeman)』紙に反論を掲載し、『ビー』氏のことを「編集者のいない新聞 (a paper without an editor)」と呼んだ。トンプソンとチェイスは後に和解した。トンプソンが死去したとき、トンプソンとその娘は、有色人種学校の担当者でもあったワシントンD.C.学校教育局の副局長ロスコー・コンクリング・ブルースをその職から追い落とそうとする厳しい戦いに取り組んでいたが、チェイスはこの取り組みを支援していた。

## 後年
1912年共和党全国大会に代議員として派遣されたチェイスは、ウィリアム・ハワード・タフトが共和党の大統領候補として再度指名されるよう支援した。しかし、彼の思惑通りにはならず、南部出身の民主党の大統領候補ウッドロウ・ウィルソンが大統領に選出された。ウィルソンのホワイトハウス入りは、リディーマーたちの政策がワシントンD.C.と連邦政府にも及ぶことを示すものであり、新政権は容赦なくワシントンの行政機関をはじめ、生活や仕事の様々な場面に人種隔離を再導入した。これによってチェイスの新聞の購読者層の基盤は大きく傷つけられ、新聞の財政面の困難は続き、悪化の一途をたどった。

## 死と栄誉
チェイスは、こうした暗澹たる潮流に対抗すべく、新たに結成された全米黒人地位向上協会 (NAACP) と連携して論陣を張った。しかし、第2波の公民権活動家としての彼の活動期間は短かった。1921年1月3日、チェイスは心臓発作をおこして死去した。彼は、新聞の編集室で、文字通り自分のデスクに向かったまま死んでいるところを発見された。苦難の中で『ビー』紙は刊行を継続したが、1年余りで廃刊となった。
ウィリアム・カルヴィン・チェイスは、没後の2006年2月7日にコロンビア特別区議会の記念決議 16-187 によってその栄誉を讃えられた。この決議では、チェイスの歴史的意義について、アフリカ系アメリカ人向けの新聞界においてフレデリック・ダグラスに続く最初のジャーナリズムのチャンピオンたちのひとりであったと述べており、また、チェイスが組織した運動によって、ダグラスが後年に住んでいた家であるシーダー・ヒル (Cedar Hill) が、国定史跡として保全されたことも言及されていた。

## チェイスについての研究
チェイスについての最初の学術的な伝記として、ハル・S・チェイス (Hal S. Chase) による『Honey for Friends, Stings for Enemies』が1973年に出版された。ペンシルベニア大学出版局から刊行された、この戦う編集者の生涯を検討した本は、Ph.D.論文をもとに拡充されたものである。続いて、ワシントンD.C.におけるチェイスの人生、仕事、立場について詳細に論じた、マリア・アネット・マクォーター (Marya Annette McQuirter) の『Claiming the City: African Americans, Urbanization and Leisure in Washington, D.C., 1902–1954』が2000年に発表された。